# Edwin Sutherland
Edwin Hardin Sutherland (13 augustus 1883 – 11 oktober 1950) was een Amerikaans socioloog en criminoloog. Hij is de grondlegger van de differentiële associatietheorie.
Hij schreef het boek "The principles of criminology" waarin hij de differentiële associatietheorie uitlegt. Daarnaast schreef hij ook het boek "Professional thief". Dit is een autobiografisch werk over het leven van een professionele dief. Dit is een vorm van narratieve criminologie.